# 的野半介

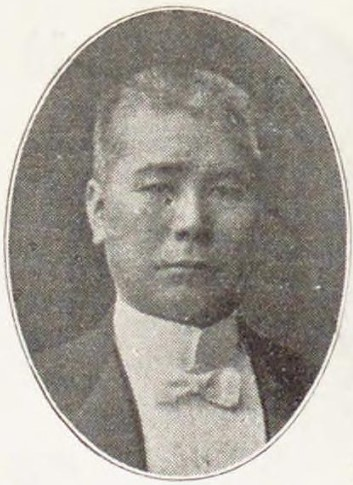
的野半介

的野 半介（まとの はんすけ、1858年7月8日（安政5年5月28日）- 1917年（大正6年）11月29日）は、明治・大正期の実業家、政治家、衆議院議員、玄洋社社員。旧名・薫。

## 経歴
筑前国那珂郡、後の筑紫郡警固村（現・福岡県福岡市警固）で福岡藩士の家に生まれ、藩校の修猷館で漢学を修めた。1891年（明治24年）に分家。
玄洋社に加わり、自由党に入党。1880年（明治13年）筑前共愛公衆会遠賀郡連合会書記に出向。東京在住の玄洋社員であった的野、来島恒喜、久田全らは、赤沢常容、樽井藤吉らと朝鮮挙兵を企てたが、1885年（明治18年）の大阪事件が発覚し実行を断念。福岡で精米業を開業するも経営に失敗。甲申政変後、日本に亡命していた金玉均が小笠原諸島に滞在していた1886年（明治19年）4月に、的野と来島恒喜と竹下篤次郎の3人で金を慰問した。1892年（明治25年）の第2回衆議院議員総選挙で玄洋社は吏党側に付き、的野は柳川・三池において杉山茂丸ら総勢200人と民党側の弾圧を行った（選挙干渉）。1894年（明治27年）の甲午農民戦争（東学党の乱）に際して天佑侠の結成に参画した。日露関係の悪化に際しては日露戦争の開戦を主張し、戦後に日本移民協会、太平洋協会などを設立した。
1908年（明治41年）5月、第10回衆議院議員総選挙に福岡県郡部から憲政本党所属で当選。その後、第12回総選挙まで再選され、衆議院議員を連続3期務めた。この間は、憲政会に所属していた。
『福陵新報』の社長となり、1898年（明治31年）には同紙を『九州日報』に改題して引き続き同社主となった。また、八幡製鐵所の誘致にも尽力した。その他、若松取引所理事、筑豊坑業組合幹事、関門新報社長、遼東新報顧問などを務めた。
1917年（大正6年）、福岡市船町（現・中央区舞鶴1丁目）の自宅にて肺炎のため死去。59歳没。

## 著作
- 『帝国開富策』的野半介、1891年
- 的野他『経済界ノ警鐘 : 炭鉱鉄道会社の真相』的野半介、1893年
- 『江藤南白』上下、南白顕彰会、1914年

## 伝記
- 和田新一郎『的野半介』月成勲、1933年。

## 親族
- 妻：的野マサ（福岡藩士・平岡仁三郎三女）[7][14]
- 義兄：平岡浩太郎（妻マサの兄、玄洋社社長）[4]